# 조선민주주의인민공화국 축구 협회
조선민주주의인민공화국 축구 협회(朝鮮民主主義人民共和國 蹴球 協會)는 조선민주주의인민공화국의 축구 협회이다. 1945년 설립되었으며, 1954년과 1958년 각각 AFC와 FIFA에 가입하였다. 조선민주주의인민공화국 축구 협회의 회장은 무역상이 겸하고 있으며, 2008년 3월 18일 림경만에서 리룡남으로 바뀌었다.